# Campeonato de Europa de Béisbol 2007
El XXX Campeonato de Europa de Béisbol  se celebró en la provincia de Barcelona, España desde el 7 de septiembre al 16 de septiembre de 2007 y sirvió de calificación para los Juegos Olímpicos de 2008. Un mes antes del comienzo del torneo, la federación griega rehusó participar en él, y fue sustituida por la selección de Austria. 
Los 12 equipos se dividieron en 2 grupos (A y B), los tres primeros clasificados de cada grupo pasaban a la ronda final donde se conformaba un grupo con los seis equipos. Cada equipo iniciaba esta segunda fase con los puntos conseguidos en la primera fase, exceptuando los puntos obtenidos en los partidos con los dos equipos eliminados.

## Sedes
| Ciudad                    | Instalación                             |
| ------------------------- | --------------------------------------- |
| Barcelona                 | Campo municipal de béisbol Carlos Pérez |
| Viladecans                | Campo municipal de Béisbol              |
| San Baudilio de Llobregat | Estadio de Béisbol                      |

## Ronda preliminar
Grupo A
| País            | PJ | G | P | PCT   | CF | CA | CD  |
| --------------- | -- | - | - | ----- | -- | -- | --- |
| Países Bajos    | 5  | 5 | 0 | 1.000 | 66 | 5  | +61 |
| Alemania        | 5  | 4 | 1 | 0.800 | 36 | 15 | +21 |
| Suecia          | 5  | 3 | 2 | 0.600 | 20 | 27 | -7  |
| República Checa | 5  | 2 | 3 | 0.400 | 12 | 22 | -10 |
| Croacia         | 5  | 1 | 4 | 0.200 | 18 | 39 | -21 |
| Austria         | 5  | 0 | 5 | 0.000 | 6  | 50 | -44 |

- 8 de septiembre

 Suecia 1 - 9  Alemania
 República Checa 4 - 1  Croacia
 Austria 0 - 22 (5 inn.)  Países Bajos
- 9 de septiembre

 Croacia 2 - 11  Suecia
 Alemania 10 - 0 (7 inn.)  Austria
 Países Bajos 11 - 0 (7 inn.)  República Checa
- 10 de septiembre

 Países Bajos 14 - 2 (7 inn.)  Suecia
 República Checa 6 - 2  Austria
 Alemania 8 - 7  Croacia
- 11 de septiembre

 Países Bajos 6 - 3  Alemania
 Austria 3 - 8  Croacia
 República Checa 1 - 2  Suecia
- 12 de septiembre

 Alemania 6 - 1  República Checa
 Croacia 0 - 13 (7 inn.)  Países Bajos
 Suecia 4 - 1  Austria
Grupo B
| País        | PJ | G | P | PCT   | CF | CA | CD  |
| ----------- | -- | - | - | ----- | -- | -- | --- |
| Reino Unido | 5  | 4 | 1 | 0.800 | 35 | 24 | +11 |
| España      | 5  | 4 | 1 | 0.800 | 29 | 22 | +7  |
| Francia     | 5  | 3 | 2 | 0.600 | 20 | 15 | +5  |
| Italia      | 5  | 3 | 2 | 0.600 | 31 | 13 | +18 |
| Ucrania     | 5  | 1 | 4 | 0.200 | 10 | 36 | -26 |
| Rusia       | 5  | 0 | 5 | 0.000 | 14 | 29 | -15 |

- 7 de septiembre

 Reino Unido 12 - 8  España
- 8 de septiembre

 Ucrania 0 - 13 (8 inn.)  Italia
 Francia 4 - 2  Rusia
- 9 de septiembre

 España 5 - 4  Ucrania
 Italia 1 - 5  Francia
 Rusia 7 - 10  Reino Unido
- 10 de septiembre

 Francia 6 - 2  Ucrania
 España 4 - 0  Rusia
 Italia 6 - 0  Reino Unido
- 11 de septiembre

 Francia 3 - 4  Reino Unido
 Ucrania 4 - 3 (11 inn.)  Rusia
 Italia 4 - 6  España
- 12 de septiembre

 Rusia 2 - 7  Italia
 Reino Unido 9 - 0  Ucrania
 España 6 - 2  Francia

## Puestos del 7.º al 12.º
- 13 de septiembre

Partido por el 7º Puesto
 República Checa 2 - 7  Italia
Partido por el 9º Puesto
 Croacia 2 - 1  Ucrania
Partido por el 11º Puesto
 Austria 2 - 7  Rusia

## Ronda final
| País         | PJ | G | P | PCT   | CF | CA | CD  |
| ------------ | -- | - | - | ----- | -- | -- | --- |
| Países Bajos | 5  | 5 | 0 | 1.000 | 54 | 14 | +40 |
| Reino Unido  | 5  | 3 | 2 | 0.600 | 32 | 31 | +1  |
| España       | 5  | 3 | 2 | 0.600 | 41 | 32 | +9  |
| Alemania     | 5  | 3 | 2 | 0.600 | 29 | 24 | +5  |
| Francia      | 5  | 1 | 4 | 0.200 | 16 | 35 | -19 |
| Suecia       | 5  | 0 | 5 | 0.000 | 15 | 51 | -36 |

- 14 de septiembre

 Países Bajos 18-0  Francia
 Alemania 3-11  España
 Suecia 7-10  Reino Unido
- 15 de septiembre

 Francia 10-0  Suecia
 España 8-10 (11 inn)  Países Bajos
 Reino Unido 5-7  Alemania
- 16 de septiembre

 Alemania 7-1  Francia
 Suecia 5-8  España
 Países Bajos 6-1  Reino Unido
- Entre Gran Bretaña, España y Alemania se produjo un triple empate, que se resolvió por el porcentaje de carreras en contra por cada 9 inn jugados. Este porcentaje favoreció a Gran Bretaña.

## Medallero
|              |             |        |
| Países Bajos | Reino Unido | España |

- Datos: Q809865